# P. Lond. 131
P. Lond. 131 (Greek Papyri in the British Museum, London 131) – papirus egipski zapisany w języku starogreckim w latach 78–79 i około 100 naszej ery. Odnaleziony niedługo przed 1890 rokiem, składa się obecnie z czterech zwojów zapisanych po obu stronach. Recto służyło do obliczeń wpływów i wydatków w majątku w okolicach Hermopolis, na verso zaś przypisano prawie cały tekst Ustroju politycznego Aten.

## Powstanie i treść
Papirus był pierwotnie używany w latach 78–79 naszej ery. Didymos – zarządca majątku Epimachosa położonego w pobliżu Hermopolis – zapisywał na stronie wewnętrznej rachunki wydatków i przychodów. Kiedy rachunki nie były już potrzebne strona zewnętrzna zwoju została ze względu na oszczędność wykorzystana przez studentów, którzy przepisali na niej treść Ustroju politycznego Aten. 

### Recto
Na recto zwojów P. Lond. 131 znajdują się rachunki Didymosa – zarządcy majątku Epimachosa położonego w nomie Hermopolis. Zapiski podzielone są według egipskich miesięcy. Każdy miesiąc rozpoczyna się od nagłówka z datą, jedną kolumnę zajmują wpływy, kilka następnych zaś wydatki. U dołu kolumny obliczona jest suma. Opis omawianego miesiąca zamyka saldo na przyszły, wyrażone w srebrze.
Pierwszy ze zwojów zawiera 11 kolumn, omawia miesiące Sebastos (Toth) i Phaopi (kolumny wydatków do dnia 16), odpowiadające okresowi 29 sierpnia–27 września 78 roku (wydatki do 13 września). Notatki omawiają głównie prace przy groblach związane z wylewem Nilu, nawadnianie, nawożenie i oczyszczanie ziemi na polach niezalewanych. Pod koniec okresu rozpoczynają się przygotowania do siewu.
Zwój drugi obejmuje 11 kolumn, dotyczy części miesięcy Hathyr (bez wpływów, wydatki od 14), Tybi (od 16) i Mecheir (wydatki tylko do 4). Brakujący okres od 1 Choiak do 15 Tybi nie został wypełniony ze względu na chorobę Didymosa. W kalendarzu juliańskim okres notatek to 10 listopada 78–24 lutego 79 roku (wydatki do 29 stycznia). Didymos przedstawia rachunki z siewów (w miesiącu Hathyr), prac przy nawodnianiu, pieleniu i nawożeniu pól, oraz prac w winnicy.
Trzeci zwój to 6 kolumn zawierających fragmenty rachunków z miesięcy Pharmothi (same wydatki od 25) oraz Pachon (wpływy za cały miesiąc, wydatki do 15). Odpowiada to okresowi 20 kwietnia–25 maja 79 roku (wydatki do 10 maja). W tym czasie zbierano żniwa, młócono oraz pracowano w winnicy. Na zwoju częściowo widoczna jest jeszcze jedna kolumna z wydatkami do 20 dnia miesiąca Pachon, została ona usunięta w związku z niewykorzystaniem tej części papirusu przez przepisujących Ustrój polityczny Aten.
Na czwartym ze zwojów znajdują się rachunki z 78 roku, z miesięcy Pamenoth (od 23) i Pharmonthi.
Przedstawione rachunki pozwalają na analizę agrotechniki w ówczesnym Egipcie na jednostkowym przykładzie. Na majątek Epimacha składały się pola, często nazywane w rachunkach od imion poprzednich właścicieli, oraz miejsce określane terminem chorion, gdzie znajdowały się winnica, gaj palmowy i ogród. Łączna powierzchnia pól uprawnych to 79–89 ha. Oprócz pszenicy, na polach uprawiano również soczewicę i kozieradkę (foenum greacum), zbierano też trzcinę, a wśród winorośli mogły rosnąć palmy daktylowe. Zwierzęta hodowane w majątku to owce, kury i gołębie. W celach transportowych trzymane były trzy osły, zaś krowy i woły wynajmowany były na czas młócki. Nie wszystkie pola były uprawiane bezpośrednio przez pracowników Epimacha. Część mogła być dzierżawiona lub uprawiana w spółce z innymi osobami. Epimach współdziałał często ze swoimi sąsiadami przy naprawie grobli.
W majątku Epimachosa pracowali stali robotnicy, imiona siedmiu (w tym jednej kobiety) pojawiają się wielokrotnie w notatkach. Didymos nie wymienia wynagrodzenia tych osób, co można interpretować dwojako: albo byli oni niewolnikami, albo jako osoby zatrudnione na stałe otrzymywali pensję bezpośrednio od właściciela majątku. Inną grupą byli najemnicy otrzymujący dniówki. Zatrudniani byli doraźnie, według rachunków najwięcej osób z tej grupy (20) pracowało 13 dnia miesiąca Phaophi, w okresie wylewu Nilu. Pensje pracowników najemnych wahały się w zależności od pory roku od 2 oboli do 1 drachmy. Najczęstszą stawką były 3 obole dziennie. Poza tymi grupami pojawiają się jeszcze sporadycznie inni pracownicy nie pobierający wynagrodzenia od Didymosa, na przykład mecanarios pracujący przy kole wodnym. Anna Świderkówna dopatruje się w nich potencjalnych niewolników. 
Według Allana Chestera Johnsona utrzymanie całego majątku kosztowało rocznie 2000–2500 drachm w srebrze.
Dzięki notatkom Didymosa wiemy, że pola pod pszenicę nawożone były sebbachem.

### Verso
Czas zapisania verso papirusu to okolice 100 roku naszej ery. Rhodes wskazuje na końcówkę I lub na sam początek II wieku, Kulesza zaś dopuszcza nawet początek drugiej połowy II wieku.
Skryba rozpoczął pracę od komentarzy do mowy Przeciw Midiaszowi autorstwa Demostenesa. Po odpisaniu początkowych linijek przepisywacz rozmyślił się, przekreślił napisane już słowa i rozpoczął pisanie od przeciwległego rogu zwoju. Przepisywanym tekstem był Ustrój polityczny Aten, przypisywany Arystotelesowi. Prawdopodobnie kopia, którą dysponowali studenci, nie zawierała początkowej części dzieła – świadczy o tym miejsce pozostawione na jej późniejsze dopisanie. Przepisywany tekst miał również inne, drobniejsze mankamenty – krótkich fragmentów brakowało w miejscach przypisanych później do rozdziałów 25, 41 i 60 – według Georga Kaibela luki te musiały występować i we wcześniejszych kopiach utworu.
W sporządzaniu odpisu brało udział czterech studentów, co wiadomo na podstawie różnic w charakterze ich pisma. Pismem uncjalnym (choć niedbale) pisali drugi i trzeci przepisujący, pozostali posługiwali się kursywą i często używali skrótów. Podział pracy nie pokrywał się w pełni z zakresem zwojów. Odpisany tekst został starannie sprawdzony, większość poprawek (wszystkie od 13 kolumny) naniósł student czwarty.
Pierwsze trzy zwoje zostały opatrzone nagłówkami α, β i γ, czwarty przez analogię oznaczany jest jako <δ>.
Objętość poszczególnych zwojów przedstawia poniższa tabela:
| Zwój   | Wymiary   | Wymiary  | Recto         | Recto                | Verso          | Verso                                    | Verso          |
| Zwój   | Szerokość | Długość  | Liczba kolumn | Okres                | Kolumny tekstu | Przepisywacz                             | Rozdziały A.P. |
| ------ | --------- | -------- | ------------- | -------------------- | -------------- | ---------------------------------------- | -------------- |
| 1. α   | 28 cm     | 220 cm   | 11            | sierpień–wrzesień 78 | 1–11 (11)      | I                                        | 1–29.i         |
| 2. β   | 28 cm     | 166,5 cm | 11            | listopad 78–luty 79  | 12–24 (13)     | I (kolumna 12), II (13–20) i III (20–24) | 29.ii–61.i     |
| 3. γ   | 28 cm     | 91,5 cm  | 6             | kwiecień–maj 79      | 25–30 (6)      | IV                                       | 46.i–63.iv     |
| 4. <δ> | 25 cm     | 79 cm    | ?             | styczeń–luty 78      | 31–37 (7)      | III                                      | 64.i–69.ii     |

## Odnalezienie i wydanie
Dokładne miejsce i inne okoliczności odnalezienia papirusu nie są znane, najprawdopodobniej zaraz po odkryciu w Egipcie został zakupiony przez Muzeum Brytyjskie. Datę zakupu szacuje się na lata 1888–1890. Zakupu tego dokonał Wallis Budge. Frederic George Kenyon zidentyfikował Ustrój polityczny Aten 26 lutego 1890 roku, zaś 30 stycznia 1891 roku – 11 dni po ogłoszeniu w The Times odnalezienia dzieła – wydał jego tekst. Po dwóch miesiącach, 1 marca 1891 roku, zakończono prace nad facsimile papirusu, które zostało wykonane na 22 tablicach. Verso papirusu już w pierwszych latach od wydania stało się obiektem pracy wielu kolejnych wydawców i historyków, oprócz Kenyona byli to między innymi: Ulrich von Wilamowitz-Moellendorff, Georg Kaibel, Friedrich Blass, Adolf Bauer. Ostatecznie tekst został uzupełniony w 1903 roku w związku z pozyskaniem dodatkowych fragmentów papirusu.
Recto papirusu zostało wydane w 1893 roku przez Kenyona, zaś pierwsze trzy jego zwoje w 1960 roku ponownie wydała Anna Świderkówna.
Pierwotnie czwarty zwój oznaczony był jako oddzielny papirus P.Lond. 131*, jednak muzeum ujednoliciło nomenklaturę. Papirus został zdigitalizowany, jest dostępny na stronie internetowej Biblioteki Brytyjskiej.